# Barrage de la Paton
Barrage de la Paton är en dammbyggnad i Kanada.   Den ligger i regionen Estrie och provinsen Québec, i den sydöstra delen av landet, 300 km öster om huvudstaden Ottawa. Barrage de la Paton ligger 180 meter över havet. Den ligger vid sjön Lac des Nations.
Terrängen runt Barrage de la Paton är huvudsakligen platt, men söderut är den kuperad.Runt Barrage de la Paton är det ganska tätbefolkat, med 248 invånare per kvadratkilometer.. Närmaste större samhälle är Sherbrooke, 0,16 km norr om Barrage de la Paton. 
Runt Barrage de la Paton är det i huvudsak tätbebyggt.